# Eupithecia laterata
Eupithecia laterata är en fjärilsart som beskrevs av Karl Dietze 1904. Eupithecia laterata ingår i släktet Eupithecia och familjen mätare. Inga underarter finns listade i Catalogue of Life.